# Derek Bell (autóversenyző)
Derek Bell (Derek Reginald Bell) (Nagy-Britannia, 1941. október 31. –), brit autóversenyző.
Azon kevés versenyző közé tartozik, aki a Formula–1-ben kipróbálta magát, majd ötször nyerte meg a Le Mans-i 24 órás futamot.

## Pályafutása a Formula–1-ben

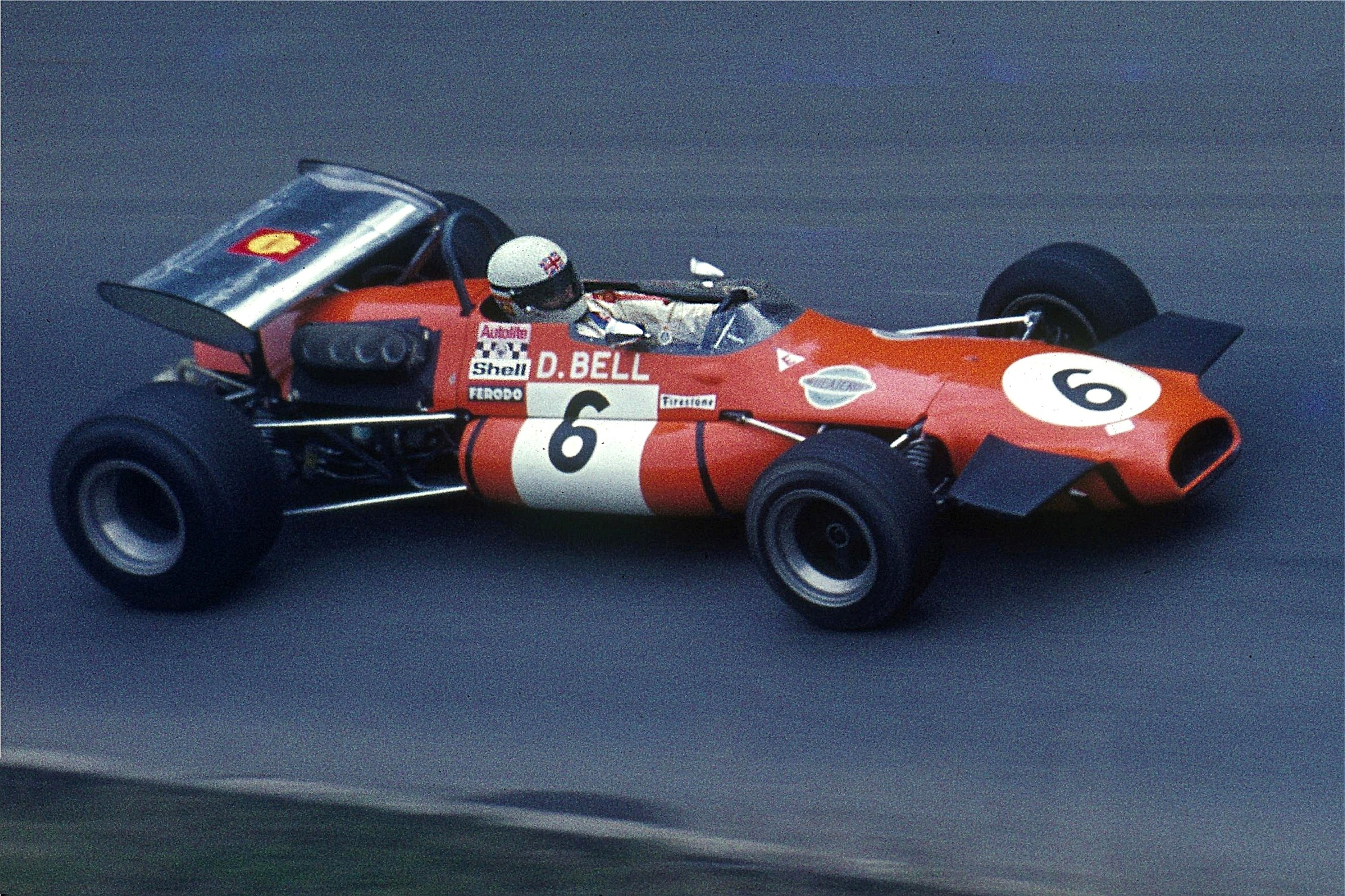
Derek Bell 1970-ben Nürburgringen egy Brabham típusú versenyautóval

Bell a Forma-2-ben tűnt fel, amire Enzo Ferrari is felfigyelt, és meghívta csapatába 1968-as szezon végére. 1968-ban azonban nem tudott semmit felmutatni, ezért a Ferrari hamar megvált tőle. John Surtees kapva kapott az alkalmon, és rögtön leigazolta, de csalódást okozott neki is, emiatt ő sem hívta vissza, mivel 4-szer sikerült magát kvalifikálnia. Később a Martini nevű alakulathoz csatlakozott, ahol begyűjtötte első pontját. A Martini színeiben 5-ször indulhatott el. Visszament a Surtees csapathoz, ahol végleg felhagyott az F1-gyel.

## Pályafutása a Le Mans-ban
A Le Mans-on ötször nyert és szintén ötször hódította el a kategóriagyőzelmet is. 1970-től 1996-ig szerepelt a Le Mans-ban. Rengeteg csapat autójában megfordult, és a kocsik listája is a legnagyobb neveket tartalmazza. 
- Scuderia Ferrari
- John Wyer Automotive
- Ecurie Francorchamps
- Gulf Racing
- Grand Touring Cars
- Renault Sport
- Porsche System
- Rothmans Porsche
- Richard Lloyd Racing
- Joest Porsche Racing
- ADA Engineering
- Courage Compétition
- Gulf Oil Racing
- David Price Racing

## Fordítás
- Ez a szócikk részben vagy egészben  a   Derek Bell című angol Wikipédia-szócikk fordításán alapul.  Az eredeti cikk szerkesztőit annak laptörténete sorolja fel. Ez a jelzés csupán a megfogalmazás eredetét és a szerzői jogokat jelzi, nem szolgál a cikkben szereplő információk forrásmegjelöléseként.